# Nelly Arvelo
Nelly Arvelo (Valencia, estado Carabobo, Venezuela, 1939) es una antropóloga venezolana, graduada en la Universidad Central de Venezuela en el año 1963. Realizó un postgrado en la Universidad de Cornell, obteniendo un Master of Arts en 1968, y luego obtuvo un PhD, en el año 1971.
Como antropóloga sociocultural, Nelly Arvelo se ha especializado en el estudio de las instituciones políticas y religiosas de las sociedades indígenas del Amazonas venezolano. Desde 1971 fue Investigadora en el Departamento de Antropología del Instituto Venezolano de Investigaciones Científicas, culminando su carrera como Emérito en 1994, y aún sigue vinculada al mismo.
Ha sido tutora de innumerables tesis, en pregrado, postgrado, maestrías, etc.
Defiende los derechos de los indígenas del Amazonas venezolano, y está casada con un indígena Ye'kuana, Simeón Jiménez. Ambos han dedicado más de 25 años a la defensa de los habitantes originarios de esta región, buscando su inclusión ya que sus derechos sociales, políticos y culturales se han visto afectados.

## Obras publicadas
- Relaciones Políticas en una Sociedad Tribal. Estudio de los Ye'kuana, Indígenas del Amazonas Venezolano
- Organización social, control social y resolución de conflictos. Bases para la formulación y codificación del derecho consuetudinario Ye'kuana
- El Poder de las Utopías: la Sociedad Plural en América Latina
- Three Crises in the History of Ye'kuana Cultural Continuity
- Demarcación de Tierras y Hábitats de los Pueblos Indígenas
- El Impacto de los Movimientos Etnopolíticos Contemporáneos en la evolución de la Antropología en Venezuela
- Fragmentación y Reconstitución de Identidades en el Amazonas Venezolano
- Tierras Indígenas vs. Ambientalismo y Desarrollismo en el Amazonas Venezolano
- Desarrollo Sustentable, Globalización y la Persistencia de las Culturas Indígenas del Amazonas
- La Situación actual de los Kari'ñas. Diagnóstico y Entrevistas
- Kuyujani Originario: Cuando la Profecía Milenaria Cristaliza en Historia Contemporánea
- The Ye'kuana Self-Demarcation Process
- The Impact of Conquest on Contemporary Indigenous Peoples of the Guiana Shield: The System of Orinoco Regional Interdependence
- Sanuma Memories: La Inmolación de la Cultura Afable
- The political struggle of the Guayana Region’s indigenous peoples
- Hacia un modelo de estructura social Caribe
- Development programmes among indigenous populations of Venezuela: background, consequences and a critique
- Factores condicionantes de los niveles de salud en grupos indígenas venezolanos
- Informe Preliminar sobre Excavaciones realizadas en la Antigua Misión de Nuestra Señora de Abarico